# 阿赫特普拉
阿赫特普拉（英語：Anat-her），古埃及第十六王朝国王。他是喜克索斯人的封臣之一。他可能是于巴勒斯坦地区而非于埃及进行统治的。他的名字只出现在一个圣甲虫雕像上。